# كيجو كاراشيما
كيجو كاراشيما (باليابانية: 辛島 啓珠) (24 يونيو 1971 في كيوتو في اليابان – )؛ هو لاعب كرة قدم ياباني سابق كان يلعب كمدافع.

## وصلات خارجية
- كيجو كاراشيما على موقع رابطة كرة القدم اليابانية للمحترفين (اليابانية)
- كيجو كاراشيما على موقع قاعدة بيانات كرة القدم.إي يو (الإنجليزية)
- كيجو كاراشيما على موقع Soccerway.com (الإنجليزية)
- كيجو كاراشيما على موقع عالم كرة القدم.نت (الإنجليزية)